# Henning Arp-Hansen
Henning Arp-Hansen (født 13. juli 1950) er en dansk erhvervsmand, der er bestyrelsesformand for hotelkæden og familiefirmaet Arp-Hansen Hotel Group. Hans bror Birger Arp-Hansen er også aktiv i firmaet.
Arp-Hansen af søn af Alf Arp-Hansen, har læst på DTU og blev uddannet civiløkonom fra Handelshøjskolen 1976. I 1980 blev han direktør for først Gentofte Hotel og siden også Hotel Opera.
Ifølge Berlingske Business havde Henning Arp-Hansen i 2009 en formue på 477 mio. kr.